# Konformitätsexperiment von Asch

Referenzlinie und Vergleichslinien

Das Konformitätsexperiment von Asch oder nur kurz Asch-Experiment, 1951 von Solomon Asch veröffentlicht, war eine Studienreihe, die zeigte, wie Gruppenzwang eine Person so zu beeinflussen vermag, dass sie eine offensichtlich falsche Aussage als richtig bewertet.

## Versuchsaufbau
Eine Reihe von Personen saß an einem Konferenztisch. Der Versuchsperson, die diesen Raum betrat, wurde gesagt, es handle sich um andere freiwillige Teilnehmer an dem Experiment. In Wahrheit waren jedoch alle Anwesenden außer der Versuchsperson Vertraute des Versuchsleiters.
Auf einer Karte wurde der Gruppe eine Linie dargeboten. Neben dieser Referenzlinie wurden drei weitere Linien gezeigt und es war die Aufgabe der Personen, einzuschätzen, welche dieser drei Vergleichslinien gleich lang wie die Referenzlinie war. Bei jedem Durchgang war eine der Linien deutlich erkennbar gleich lang wie die Referenzlinie (siehe Bild). In der Kontrollgruppe sollten die Vertrauten des Versuchsleiters ihre wahre Einschätzung in der Gruppe äußern, welche Linie die gleich lange sei. Erwartungsgemäß macht die Versuchsperson, die mit den heimlich Vertrauten am Tisch sitzt, unter dieser Bedingung kaum Fehler (unter 1 %).
In der Experimentalgruppe fanden jeweils 18 Schätzungen statt. Während sechs dieser Durchgänge waren die heimlichen Vertrauten instruiert, ein richtiges Urteil abzugeben (um glaubhaft zu erscheinen). Während der verbliebenen zwölf Durchgänge (zufällig unter die sechs richtigen gemischt) sollten die Vertrauten einstimmig ein falsches Urteil abgeben. Die Probanden passten sich bei etwa einem Drittel der Durchgänge trotz offensichtlicher Fehlentscheidung der Mehrheit an. Nur ein Viertel der Versuchspersonen blieb unbeeinflusst, sie machten auch in den 12 manipulierten Durchgängen keinen Fehler.

## Varianten
Dieses Originalexperiment wurde später in einer Vielzahl von Varianten repliziert. Es ergab sich folgender Zusammenhang: je größer die Gruppe ist, desto mehr Konformität wird erzeugt. Mit steigender Gruppengröße nähert sich die Konformitätsrate asymptotisch einer Geraden an. Wird die Einstimmigkeit der heimlichen Vertrauten bei einem falschen Urteil aufgebrochen, da einer von ihnen noch offensichtlicher falsch urteilt, begehen die Versuchspersonen deutlich weniger Fehler. In diesem Fall scheinen sie sich zu trauen, ihre richtige Minderheitenmeinung zu äußern, da auch andere eine Minderheitenmeinung vertreten. Zu einer ähnlichen Senkung der Konformitätsrate führt soziale Unterstützung: Stimmt einer der Vertrauten der Versuchsperson zu, bestehen diese fast immer auf ihrer richtigen Einschätzung.

## Kritik
Eine Reihe von Kritikpunkten wurde gegen Aschs Experiment erhoben, u. a. die Frage bezüglich der Motivation von Studenten, akkurat zu sein. So bringen Kritiker vor, dass das Experiment statt eines Tests des Gruppenzwangs eher das Desinteresse der teilnehmenden Studenten zeige, sich in einem Konflikt um die richtige Antwort zu bemühen. Ferner war es den Teilnehmern in Aschs Experiment nicht erlaubt, zu interagieren.